# Gustave Gerlier
Pour les articles homonymes, voir Gerlier.
Gustave Pierre Gerlier, né à Paris (ancien 1er arrondissement) le 8 juillet 1826 et mort à Paris 14e le 30 septembre 1898, est un lithographe français principalement actif en Belgique.

## Biographie
Actif à New York et à La Nouvelle-Orléans, il s'installe à Bruxelles vers 1850 ; il y travaille jusqu'au début des années 1860. Il collabore avec Louis-Joseph Ghémar, Adrien Canelle, Jean-Baptiste Gratry, Simonau & Toovey.

## Œuvres
- Colonne du Congrès à Bruxelles, lithographie
- Les jeux au casino, lithographie en couleurs
- Cascade de Caux (Coo), lithographie en couleurs
- Spa à vol de serin, lithographie en couleurs
- La Redoute, lithographie en couleurs
- Table de jeux à Spa, lithographie en couleurs
- A la mémoire de Pierre le Grand, lithographie en couleurs
- Spa, lithographie en couleurs
- Promenade des artistes, lithographie en couleurs
- La banque du malheureux, lithographie, partitions de musique
- Quand on peut faire autrement, lithographie, partitions de musique
- Le bal, lithographie, partitions de musique
- La fillette aux chansons, lithographie, partitions de musique
- Chantez petits oiseaux, lithographie, partitions de musique
- Banquet offert au Roi dans le Palais de la Nation (1856), lithographie en couleurs
- Spa, ses fontaines, ses promenades, ses salons, ses fêtes et ses jeux (album contenant 20 lithographies illustrant la ville de Spa)
- Mademoiselle Berther artiste dramatique, lithographie